# リトル・ゲームズ
『リトル・ゲームズ』（Little Games）は、1967年に発表されたイギリスのロックバンド、ヤードバーズのスタジオ・アルバム。プロデューサーはミッキー・モスト。全米80位を記録。オリジナル発表時はアメリカ、カナダ、日本他数カ国のみでのリリースであり、イギリスでは1985年になってからリリースされている。

## 解説
ジミー・ペイジ在籍時にリリースされたものとしては唯一の、そしてグループ解散前の最後のスタジオアルバムである。ペイジは1966年6月に脱退した前任のベーシスト、ポール・サミュエル＝スミスの後任として加入し、間もなくリズムギタリストのクリス・ドレヤとポジションを交代し、ジェフ・ベックとのツインリード体制を築くが、この体制は長くは続かず、同年の年末にベックは脱退する。ペイジは加入後間もなく、グループの当時のマネージャーだったサイモン・ネピア・ベルに不信感を抱くようになり、旧知のピーター・グラントにマネージメントを依頼する。そしてグラントの知り合いで、プロデューサーとして名を馳せていたミッキー・モストが本作の制作を指揮することとなった。
本作のレコーディング・セッションは1967年3月5日、先行シングルとしてリリースされる「リトル・ゲームズ／パズルズ」の録音から始まる。本作はヒット・シングルこそ成功の証というモストのポリシーの元で進められた。過去にヒット曲を送り出した経験のある外部のソングライターを起用したり、当時セッション・マンとして活動し、後にペイジとレッド・ツェッペリンで活動を共にするジョン・ポール・ジョーンズをアレンジャーとして招聘したのも、モストの意向である。セッションはその後4月29日から5月1日にかけて行われて完成された。このセッションには、ローリング・ストーンズのロード・マネージャーでピアニストのイアン・スチュワートも参加している。レコーディング自体は手早く進められたものの、当時のメンバーは足並みがそろわず、さらにモストの采配ぶりに反発心を抱いていたペイジは、半数以上の曲をプレイバックしなかったという。
本作は前作『ロジャー・ジ・エンジニア』と比較して、モストの意向を反映したポップでキャッチーな作風が特徴だが、一方で後にレッド・ツェッペリンのステージでも欠かせないレパートリーとなる、インド音楽とトラッド・フォークを融合させたアコースティック・インストゥルメンタルの「ホワイト・サマー」や、実験的なサイケデリックロック「グリンプシズ」といったメンバーの意向を反映した曲を取り入れることも忘れていない。また、「ティンカー、テイラー、ソルジャー、セイラー」ではペイジの十八番でもあるボウイングプレイを聴くことができる。

## リリースとその後
モストのポップス路線は、チャートの面ではよい評価をもたらさなかった。先行シングルとして「リトル・ゲームズ／パズルズ」が1967年3月にリリースされ、全米51位を記録するも、イギリスではチャート・インを果たせず、この時点でイギリスでのアルバムリリースは立ち消えとなった。7月にはアメリカ限定でアルバム未収録のシングル「ハ・ハ・セッド・ザ・クラウン／ティンカー、テイラー、ソルジャー、セイラー」が発表され、全米45位にランクイン。アルバム『リトル・ゲームズ』も8月12日にリリースされるが（7月24日という説もある）、全米80位と前作から大きくランクダウンしている。
それでもモストはポップス路線を変えようとはせず、9月25日にはハリー・ニルソンのカバー「テン・リトル・インディアン」を録音、10月に「ドリンキング・マディ・ウォーター」をB面にやはりアメリカ限定でシングルリリースするも、96位という結果に終わっている。同年11月に録音され、1968年3月にやはりアメリカ限定でリリースされた「グッドナイト・スウィート・ジョセフィン／シンク・アバウト・イット」が、グループにとって最後の作品となった。同年7月7日のルートン工業大学でのステージ後、キース・レルフとジム・マッカーティがバンドの脱退を表明し、ヤードバーズの活動はここで幕を閉じることとなった。
解散後、レルフとマッカーティは新たなるバンド、トゥギャザーを結成。旧知のサミュエル＝スミスをプロデューサーに迎え、1968年11月にシングルを発表している。このバンドはレルフの妹のジェーンらも加わり、ルネッサンスへと発展していくことになる。クリス・ドレヤは音楽業界から身を引き、その後写真家に転身。残されたペイジは契約上バンドを継承しなければならず、本作で大きな貢献を果たしたジョン・ポール・ジョーンズ、そして当時無名だったロバート・プラントとジョン・ボーナムを加え、ニュー・ヤードバーズを結成。これが後のレッド・ツェッペリンとなる。

## リイシュー
イギリスでは1985年5月にEMIからリリースされている。イギリス版にはオリジナルには収録されなかったシングル曲6曲を追加した全16曲入りとなっている。ジャケットもオリジナルのポップなイラストから、メンバー4人を写したシンプルなものに変更されている。
1991年、アルバム未収録のシングル曲と別テイク、さらにトゥギャザーの未発表曲を追加収録したリマスターCDがリリースされる。この版ではステレオ・ミックスとモノラル・ミックスのものが混在した形で収録された。翌1992年にはさらに発掘された未発表テイクを追加した2枚組リイシューCDを発表。
2013年には日本限定で、オリジナル版のステレオ・モノラル両バージョンに加え、BBCラジオでのセッションや未発表だったトゥギャザーの楽曲を新たに追加した、全52曲入りの最新リマスターCDをリリース。パッケージは米国オリジナル版と英国版のジャケットを再現した紙ジャケット仕様となっている。

## 収録曲

### オリジナル版（1967年）
- A面

1. リトル・ゲームズ - Little Games (Harold Spiro, Phil Wainman)
2. スマイル・オン・ミー - Smile on Me (K.Relf, J.Page, J.McCarty, C.Dreja)
3. ホワイト・サマー - White Summer (Page)
4. ティンカー、テイラー、ソルジャー、セイラー - Tinker, Tailor, Soldier, Sailor (Page, McCarty)
5. グリンプシズ - Glimpses (Relf, Page, McCarty, Dreja)

- B面

1. ドリンキング・マディ・ウォーター - Drinking Muddy Water (Relf, Page, McCarty, Dreja)
2. ノー・エクセス・バゲージ - No Excess Baggage (Roger Atkins, Carl D'Errico)
3. スティーリング、スティーリング - Stealing Stealing (Relf, Page, McCarty, Dreja)
4. オンリー・ザ・ブラック・ローズ - Only the Black Rose (Relf)
5. リトル・ソルジャー・ボーイ - Little Soldier Boy (Relf, Page, McCarty)

### イギリス版（1985年）
- A面

1. リトル・ゲームズ - Little Games (Spiro, Wainman)
2. パズルズ - Puzzles (Relf, Page, McCarty, Dreja)
3. スマイル・オン・ミー - Smile on Me (Relf, Page, McCarty, Dreja)
4. ホワイト・サマー - White Summer (Page)
5. ティンカー、テイラー、ソルジャー、セイラー - Tinker, Tailor, Soldier, Sailor (Page, McCarty)
6. グリンプシズ - Glimpses (Relf, Page, McCarty, Dreja)
7. テン・リトル・インディアン - Ten Little Indians (Harry Nilsson)
8. ハ・ハ・セッド・ザ・クラウン - Ha Ha Said the Clown (Tony Hazzard)

- B面

1. ドリンキング・マディ・ウォーター - Drinking Muddy Water (Relf, Page, McCarty, Dreja)
2. ノー・エクセス・バゲージ - No Excess Baggage (Roger Atkins, Carl D'Errico)
3. スティーリング、スティーリング - Stealing Stealing (Relf, Page, McCarty, Dreja)
4. オンリー・ザ・ブラック・ローズ - Only the Black Rose (Relf)
5. リトル・ソルジャー・ボーイ - Little Soldier Boy (Relf, Page, McCarty)
6. アイ・リメンバー・ザ・ナイト - I Remember the Night (Anthony Pirollo)
7. シンク・アバウト・イット - Think About It (Relf, Page, McCarty, Dreja)
8. グッドナイト・スウィート・ジョセフィン - Goodnight Sweet Josephine (Hazzard)

### 1992年版
- ディスク1

1.～10.※オリジナル・アルバム
1. パズルズ - Puzzles (Relf, Page, McCarty, Dreja)
2. アイ・リメンバー・ザ・ナイト - I Remember the Night (Pirollo)
3. ハ・ハ・セッド・ザ・クラウン - Ha Ha Said the Clown <mono> (Hazzard)
4. テン・リトル・インディアン - Ten Little Indians <single version, mono> (Nilsson)
5. グッドナイト・スウィート・ジョセフィン - Goodnight Sweet Josephine <single version, mono> (Hazzard)
6. シンク・アバウト・イット - Think About It <mono> (Relf, Page, McCarty, Dreja)

- ディスク2

1. リトル・ゲームズ - Little Games <mono mix> (Spiro, Wainman)
2. ユー・ストロール・マイ・ラヴ - You Stole My Love <instrumental demo> (Graham Gouldman)
3. ホワイト・サマー - White Summer <without accompaniment> (Page)
4. ティンカー、テイラー、ソルジャー、セイラー - Tinker, Tailor, Soldier, Sailor <instrumental version> (Page, McCarty)
5. L.S.D. - L.S.D. <instrumental demo> (Page, McCarty, Dreja)
6. ドリンキング・マディ・ウォーター - Drinking Muddy Water <mono mix> (Relf, Page, McCarty, Dreja)
7. ディ・レーン・リー・リー - De Lane Lea Lee <instrumental demo> (Page, McCarty, Dreja)
8. グリンプシズ - Glimpses <version w/different overdubs> (Relf, Page, McCarty, Dreja)
9. ネヴァー・マインド - Never Mind <instrumental demo> (Page, McCarty, Dreja)
10. テン・リトル・インディアン - Ten Little Indians <instrumental version> (Nilsson)
11. グッドナイト・スウィート・ジョセフィン - Goodnight Sweet Josephine <UK demo version w/entire group> (Hazzard)
12. ヘンリーズ・カミング・ホーム（トゥギャザー） - Henry's Coming Home <by Together> (Relf, McCarty)
13. ラヴ・マム・アンド・ダッド（トゥギャザー） - Love Mum and Dad <by Together> (Relf, McCarty)
14. トゥギャザー・ナウ（トゥギャザー） - Together Now <by Together> (Relf, McCarty)
15. シャイニング・ホエア・ザ・サン・ハズ・ビーン - Shining Where the Sun Has Been <by McCarty and Relf> (Relf, McCarty)
16. グレイト・シェイクス - Great Shakes <U.S. radio advertisement> (Unknown)

## パーソナル
ヤードバーズ
- キース・レルフ - リードボーカル、ハーモニカ、パーカッション
- ジミー・ペイジ - ギター
- クリス・ドレヤ - ベース、バッキングボーカル
- ジム・マッカーティ - ドラムス、パーカッション、バッキングボーカル

ゲストミュージシャン

※括弧内の番号はオリジナルアルバム収録曲
- ジョン・ポール・ジョーンズ - ベース（#7、グッドナイト・スウィート・ジョセフィン」）、ベース&チェロ編曲（#1）、ベース&オーケストラ編曲（「テン・リトル・インディアン」）
- ダギー・ライト - ドラムス（#1）
- クリス・カラン - タブラ（#3）
- （不明） - オーボエ（#3）
- イアン・スチュワート - ピアノ（#6）
- ニッキー・ホプキンス - キーボード（「グッドナイト・スウィート・ジョセフィン」）
- クレム・カッティーニ - ドラムス（「テン・リトル・インディアン」、「グッドナイト・スウィート・ジョセフィン」）
- ジョー・マック - ベース（「ハ・ハ・セッド・ザ・クラウン」）
- ボビー・グレッグ - ドラムス（「ハ・ハ・セッド・ザ・クラウン」）
- リック・ニールセン - オルガン（「ハ・ハ・セッド・ザ・クラウン」）
- ミッキー・モスト - プロデュース